# 公民參與
公民參與（英語：Civic engagement, civic participation）意指人的一種行為與涉入過程，其能主動參與一個方案、團體、組織（機構）或環境當中的決策，這些包括影響他們的工作職場、醫療院所、鄰里、學校、宗教集會、社會等，也有像致力於環境改造的草根社區組織。公民參與是一種減少心理疏離並增加知覺能力及控制感的良好方式。
公民參與的概念和「賦權」、「自助」、「協同合作」與「社群意識」之間是息息相關的。
公民參與可涉及以下範疇：對完善社區計劃的興趣，對公眾事務的關注和對政治選舉的熱忱。此外，公民參與也被定義為離散的活動和行為。而在這種情況下，公民參與就意味著個體參與到社區和政治事務中，如幫助弱小，對公眾議題感興趣，以及參加鄰里協會或社區音樂會等活動。

## 公民參與的理論發展
1980年代與1990年代之間，公民參與相關文獻（以社區心理學為例）急速成長。其中，在美國不少關注參與鄰里的志願工作或是街坊守望互助會（block association），這些草根（grass roots）組織協助解決鄰里解決或預防諸多的問題，例如區域劃分、住宅、鄰里景觀、犯罪、交通與休閒娛樂等。這些鄰里組織逐漸成為居民與市政府、郡政府之間的「中介結構」（mediating structure）（Berger & Neuhaus, 1977）。
根據相關研究（Hughey, Speer & Peterson, 1999）顯示，公民參與鄰里草根組織能夠顯著預測正向社區意識之凝聚，如以下結果：
1. 非正式鄰里行為（informal neighboring behavior）
2. 社區意識、公民責任感（sense of ）
3. 對鄰里、街坊與大樓等生活品質感到滿意
4. 參加公寓大樓的活動
5. 擔任其他社區組織的志願服務
6. 知覺鄰里協會（英语：neighborhood association）的效能

## 公民參與和賦權的歷程關係
個人（心理賦權）、環境（刺激、草根組織）、公民參與 、社區意識之間的互動關係，如以下圖示。其中，社區意識受到挑釁激怒（provocation）的威脅，其可能是最近的一特定事件，例如某家公司計畫拆除一個村莊，準備去蓋座水壩，因此引起居民的暴力攻擊，或者是承包商沒有信守承諾等。

## 增進公民參與的策略比較
雪莉·菲莉絲·安蕬甜於1969年提出一個具有影響力的文章《公民參與的階梯》（A Ladder of Citizen Participation），她認為公民參與在某些程度上是有價值的。在公民參與階梯中，將公民參與依程度分為8個梯級如下：

一、不參與（Nonparticipation）

（一）操縱（Manipulation）：階梯最底部，亦代表公民參與的最低 層級。公共政策全由政府操控，人民沒有參與的機會與管道。

（二）教化/治療（Therapy）：階梯第2梯級，此階層中政府認為其決策並無瑕庛，不需考慮民眾的意見。倘遇發生錯誤或損害人民利益時，將以事後補償方式解決爭議。

二、象徵性參與（Tokenism）

（一）通知/告知（Informing）：階梯第3梯級，政府施政前，政府僅以單向方式告知民眾政策內容，但民眾並無參與決策及表達意見的機會。

（二）諮詢（Consultation）：階梯第4梯級，民眾有機會表達意見，但並不保證民眾所提出之建議將納入政府決策中。

（三）安撫（Placation）：階梯第5梯級，此梯級中民眾對政府政策已有部分影響力，民眾可充分表達意見，也可要求政府將民眾意見納入決策中，但最終施政計畫仍由政府來審定。 

三、公民參與（Citizen Power）

（一）合夥/夥伴（Partnership）：階梯第6梯級，政府與公民間是水平夥伴關係，彼此共同治理與共同承擔責任。

（二）授權（Delegated Power）：階梯第7梯級，政府授權其公權力，由公民團體來運作公共事務。

（三）公民控制（Citizen Control）：階梯第8梯級，政府之決策完全由公民來決定。

## 公民參與的成功實例
- 美國紐約州北部的愛河事件環境污染危機[2][7]

## 延伸閱讀
- Rappaport, Julian; Carolyn F. Swift & Robert Hess. . Routledge. 1984. ISBN 0-866-56283-4.
- Zimmerman, Marc A.; Julian Rappaport. . American Journal of Community Psychology. 1988, 16(5): 725–750.
- Wandersman, Abraham; P. Florin. . American Journal of Community Psychology. 1990, 18(1).
- Hughey, Joseph; Paul W. Speer & N. Andrew Peterson. . Journal of Community Psychology. 1999, 27(1): 97–113.

## 外部連結
- 台灣社區心理學資訊網